# Robres del Castillo
Robres del Castillo település Spanyolországban, La Rioja autonóm közösségben. Robres del Castillo Santa Engracia del Jubera, Ocón, Arnedillo és Munilla községekkel határos. Lakosainak száma 24 fő (2024).

## Népesség
A település népessége az elmúlt években az alábbi módon változott:
| Lakosok száma | 36   | 41   | 34   | 31   | 27   | 30   | 30   | 29   | 26   | 24   |
|               | 2001 | 2004 | 2007 | 2009 | 2012 | 2014 | 2017 | 2019 | 2022 | 2024 |